# Prociphilus aomoriensis
Prociphilus aomoriensis är en insektsart. Prociphilus aomoriensis ingår i släktet Prociphilus och familjen långrörsbladlöss. Inga underarter finns listade i Catalogue of Life.